# Гюнтер VI фон Барби-Мюлинген
Гюнтер VI фон Барби-Мюлинген (на немски: Gunther VI, Graf Barby-Muhlingen; * 1417; † 19 ноември или 29 ноември 1493) от фамилията Барби, е граф на Мюлинген в Саксония-Анхалт.

## Биография
Той е единственият син на граф Буркхард IV фон Барби-Мюлинген († 1 април 1420) и съпругата му принцеса София фон Анхалт-Цербст († 1419), дъщеря на княз Зигисмунд I фон Анхалт-Цербст-Десау (1341 – 1405) и графиня Юта фон Кверфурт († сл. 1411). Внук е на граф Гюнтер IV/II фон Барби-Мюлинген († 1404) и Доротея фон Глайхен († 1385).
До пълнолетието си през 1435 г. Гюнтер VI е под опекунството на брата на майка му княз Георг I фон Анхалт-Цербст. Той има на младини финансови задължения. Един от синовете му, който като млад е в двора на курфюрст Фридрих II от Саксония, е отвлечен през нощта на 7 юли 1455 г. заедно със синовете на Фридрих Ернст и Албрехт от замък Алтенбург, в прочутото „принцово отвличане“, от рицар Кунц фон Кауфунген († 14 юли 1455) и хората му. Скоро след това всички са освободени и Кунц е екзекутиран.
Император Фридрих III дава на 30 ноември 1470 г. на Гюнтер и на сина му Йохан IV и неговите наследници, право за зърно, брашно, вино и бира да транспортират по Елба за Хамбург и да го продават там. Разрешено му е също да донесе обратно херинги, дрехи и други стоки. Заради тази привилегия той има конфликт с Хамбург. Гюнтер съобщава това на 27 ноември 1472 г. на императора. Императорът нарежда на 8 септември 1481 г. на Ернст, вече курфюрст на Саксония, и брат му вече херцог Албрехт III от Саксония и Майсен да разрешат спора.
Гюнтер VI фон Барби-Мюлинген умира на 19 ноември 1493 г. на 78 години и е погребан в Барби.

## Фамилия
Първи брак: ок. 1441 г. с графиня Катерина фон Регенщайн-Бланкенбург († 20 януари 1455), дъщеря на граф Бернард IV фон Регенщайн-Бланкенбург († 1422/1423) и Агнес фон Шварцбург († 1435). Те имат пет деца:
- Буркхард VII фон Барби-Мюлинген (* ок. 1442; † 3 ноември 1505), женен на 14 юли 1482 г. за херцогиня Магдалена фон Мекленбург-Щаргард († 2 април 1532)
- Йохан IV фон Барби-Мюлинген (* ок. 1444; † 1481, Виена)
- Албрехт IX фон Барби (* ок. 1446; † 7 ноември 1481)
- Бернхард фон Барби (* ок. 1448; † ок. 1478)
- Хойер фон Барби (* 1450; † 13 януари 1521, Цаберн), каноник в „Св. Томас“ в Страсбург

Втори брак: сл. 20 януари 1455 г. с принцеса София фон Анхалт-Кьотен, дъщеря на княз Албрехт IV фон Анхалт-Кьотен († 1422) и графиня Елизабет фон Кверфурт († 1452). Те имат седем деца:
- Урсула фон Барби (* ок. 1457; † 1484), омъжена ок. 1472 г. за граф Йохан III фон Линдов-Рупин († 14 юни 1500)
- Фридрих фон Барби (* ок. 1459; † 28 юли 1470)
- Георг фон Барби (* ок. 1461; † 1463)
- Вилхелм фон Барби (* ок. 1463; † 28 април 1493)
- Буркхард (Бусо) фон Барби (* ок. 1465; † млад)
- Маргарета фон Барби (* ок. 1467; † ок. 1484, манастир Видерщет)
- София фон Барби (* ок. 1469; † ок. 1483, Егелн), монахиня

По други източници всичките му 12 деца са от първата му съпруга Катерина фон Регенщайн.